# Copa Sudamericana 2015
La Copa Sudamericana 2015 fue la decimocuarta edición del torneo organizado por la Confederación Sudamericana de Fútbol, en la que participaron equipos de diez países: Argentina, Bolivia, Brasil, Chile, Colombia, Ecuador, Paraguay, Perú, Uruguay y Venezuela.
El sorteo de los partidos se realizó en la sede de la Confederación Sudamericana de Fútbol, ubicada en Luque, Paraguay, el 16 de julio de 2015.
Santa Fe de Colombia se consagró campeón por primera vez tras vencer en la final a Huracán de Argentina. Por ello, disputó la Recopa Sudamericana 2016, como la Copa Suruga Bank 2016. Además, clasificó directamente a los octavos de final de la Copa Sudamericana 2016 y a la primera fase de la Copa Libertadores 2016.

## Formato
El torneo se desarrolló plenamente bajo un formato de eliminación directa, donde cada equipo enfrentaba a su rival de turno en partidos de ida y vuelta. El último campeón accedió automáticamente a los octavos de final, mientras que los restantes 46 debieron disputar las dos fases clasificatorias. De allí salieron los últimos 15 clasificados a las fases finales, compuestas por los octavos de final, los cuartos de final, las semifinales y la final, en la que se declaró al campeón. Como criterios de desempate en caso de igualdad de puntos y diferencia de goles al finalizar los dos encuentros de una llave, hasta las semifinales inclusive, se aplicaron la regla del gol de visitante y los tiros desde el punto penal. En las finales, no rigió la reglamentación de los goles fuera de casa, y frente a la igualdad de puntos y goles, previo a la definición por penales, se disputó una prórroga de 30 minutos.
|                            |                            | Equipos que entran en esta fase                                                       | Equipos que provienen de la fase anterior    |
| -------------------------- | -------------------------- | ------------------------------------------------------------------------------------- | -------------------------------------------- |
| Primera fase (32 equipos)  | Primera fase (32 equipos)  | - 4 equipos de Bolivia, Chile, Colombia, Ecuador, Paraguay, Perú, Uruguay y Venezuela |                                              |
| Segunda fase (30 equipos)  | Segunda fase (30 equipos)  | - 8 equipos de Brasil - 6 equipos de Argentina                                        | - 16 equipos clasificados de la Primera fase |
| Fases finales (16 equipos) | Fases finales (16 equipos) | - 1 equipo, campeón de la Copa Sudamericana 2014                                      | - 15 equipos clasificados de la Segunda fase |

## Distribución cupos
| País                            | Cupos | fases finales | Segunda fase | Primera fase |
| ------------------------------- | ----- | ------------- | ------------ | ------------ |
| Brasil                          | 8     | –             | 8            | -            |
| Argentina                       | 6     | –             | 6            | -            |
| Bolivia                         | 4     | –             | –            | 4            |
| Chile                           | 4     | -             | –            | 4            |
| Colombia                        | 4     | -             | –            | 4            |
| Ecuador                         | 4     | –             | –            | 4            |
| Paraguay                        | 4     | –             | –            | 4            |
| Perú                            | 4     | –             | –            | 4            |
| Uruguay                         | 4     | -             | –            | 4            |
| Venezuela                       | 4     | –             | –            | 4            |
| Fase anterior                   | –     | 15            | 16           | –            |
| Campeón de la Copa Sudamericana | 1     | 1             | –            | –            |
| Total                           | 47    | 16            | 30           | 32           |

## Equipos participantes
| País                                | Equipo                                                                                  | Vía de clasificación |
| ----------------------------------- | --------------------------------------------------------------------------------------- | --- |
| Argentina 6 cupos + campeón vigente | River Plate Huracán Lanús Independiente Tigre Arsenal Belgrano                          | Campeón de la Copa Sudamericana 2014 Campeón de la Supercopa Argentina 2014 Mejor equipo ubicado en el Campeonato de Primera División 2014 no participante de la Copa Libertadores 2015 2.º mejor equipo ubicado en el Campeonato de Primera División 2014 no participante de la Copa Libertadores 2015 3.º mejor equipo ubicado en el Campeonato de Primera División 2014 no participante de la Copa Libertadores 2015 4.º mejor equipo ubicado en el Campeonato de Primera División 2014 no participante de la Copa Libertadores 2015 5.º mejor equipo ubicado en el Campeonato de Primera División 2014 no participante de la Copa Libertadores 2015 |
| Bolivia 4 cupos                     | Real Potosí Bolívar Aurora Oriente Petrolero                                            | 4.º puesto del Torneo Clausura 2014 5.º puesto del Torneo Clausura 2014 6.º puesto del Torneo Clausura 2014 7.º puesto del Torneo Clausura 2014 |
| Brasil 8 cupos                      | Atlético Paranaense Sport Recife Goiás Chapecoense Joinville Ponte Preta Bahia Brasilia | Mejor equipo ubicado en el Campeonato Brasileño de 2014 no clasificado ni a la Copa Libertadores 2015 ni a octavos de la Copa de Brasil 2015 2.º mejor equipo ubicado en el Campeonato Brasileño de 2014 no clasificado ni a la Copa Libertadores 2015 ni a octavos de la Copa de Brasil 2015 3.º mejor equipo ubicado en el Campeonato Brasileño de 2014 no clasificado ni a la Copa Libertadores 2015 ni a octavos de la Copa de Brasil 2015 4.º mejor equipo ubicado en el Campeonato Brasileño de 2014 no clasificado ni a la Copa Libertadores 2015 ni a octavos de la Copa de Brasil 2015 5.º mejor equipo ubicado en el Campeonato Brasileño de 2014 no clasificado ni a la Copa Libertadores 2015 ni a octavos de la Copa de Brasil 2015 6.º mejor equipo ubicado en el Campeonato Brasileño de 2014 no clasificado ni a la Copa Libertadores 2015 ni a octavos de la Copa de Brasil 2015 Mejor equipo ubicado en la Copa do Nordeste 2015 no clasificado ni a la Copa Libertadores 2015 ni a octavos de la Copa de Brasil 2015 Campeón de la Copa Verde 2014 |
| Chile 4 cupos                       | Universidad de Concepción Huachipato Universidad Católica Santiago Wanderers            | Campeón de la Copa Chile 2014-15 Mejor equipo ubicado en la tabla acumulada de la temporada 2014-15 no participante de la Copa Libertadores 2015 Ganador de la Liguilla Pre-Sudamericana Clausura 2015 Finalista de la Liguilla Pre-Libertadores 2014 |
| Colombia 4 cupos                    | Deportes Tolima Santa Fe Águilas Doradas Junior                                         | Campeón de la Copa Colombia 2014 Campeón de la Superliga de Colombia 2015 Mejor equipo ubicado en la Reclasificación 2014 no participante de la Copa Libertadores 2015 2.º mejor equipo ubicado en la Reclasificación 2014 no participante de la Copa Libertadores 2015 |
| Ecuador 4 cupos                     | Emelec Liga de Quito Liga de Loja Universidad Católica                                  | Campeón del Campeonato Ecuatoriano de 2014 Mejor equipo ubicado en la tabla acumulada del Campeonato Ecuatoriano de 2014 no participante de la Copa Libertadores 2015 2.º mejor equipo ubicado en la tabla acumulada del Campeonato Ecuatoriano de 2014 no participante de la Copa Libertadores 2015 3.º mejor equipo ubicado en la tabla acumulada del Campeonato Ecuatoriano de 2014 no participante de la Copa Libertadores 2015 |
| Paraguay 4 cupos                    | Libertad Sportivo Luqueño Olimpia Nacional                                              | Campeón del Torneo Apertura 2014 y del Torneo Clausura 2014 Mejor equipo ubicado en la tabla acumulada de la temporada 2014 no participante de la Copa Libertadores 2015 2.º mejor equipo ubicado en la tabla acumulada de la temporada 2014 no participante de la Copa Libertadores 2015 3.º mejor equipo ubicado en la tabla acumulada de la temporada 2014 no participante de la Copa Libertadores 2015 |
| Perú 4 cupos                        | Melgar Unión Comercio Universitario León de Huánuco                                     | Mejor equipo ubicado en la tabla acumulada del Campeonato Descentralizado 2014 no participante de la Copa Libertadores 2015 2.º mejor equipo ubicado en la tabla acumulada del Campeonato Descentralizado 2014 no participante de la Copa Libertadores 2015 3.º mejor equipo ubicado en la tabla acumulada del Campeonato Descentralizado 2014 no participante de la Copa Libertadores 2015 4.º mejor equipo ubicado en la tabla acumulada del Campeonato Descentralizado 2014 no participante de la Copa Libertadores 2015 |
| Uruguay 4 cupos                     | Nacional Danubio Defensor Sporting Juventud                                             | Campeón del Campeonato Uruguayo 2014-15 Mejor equipo ubicado en la tabla anual del Campeonato Uruguayo 2014-15 no participante de la Copa Libertadores 2016 2.º mejor equipo ubicado en la tabla anual del Campeonato Uruguayo 2014-15 no participante de la Copa Libertadores 2016 3.º mejor equipo ubicado en la tabla anual del Campeonato Uruguayo 2014-15 no participante de la Copa Libertadores 2016 |
| Venezuela 4 cupos                   | Deportivo La Guaira Deportivo Anzoátegui Zamora Carabobo                                | Campeón de la Copa Venezuela 2014 Mejor equipo ubicado en la tabla acumulada de la Primera División Venezolana 2014-15 no participante de la Copa Libertadores 2015 Finalista de la Serie Pre-Sudamericana con mayor puntaje acumulado en la temporada 2014-15 Finalista de la Serie Pre-Sudamericana con menor puntaje acumulado en la temporada 2014-15 |

### Distribución de los equipos
Distribución geográfica de las sedes de los equipos participantes:

## Primera fase
Los clasificados de todas las asociaciones, exceptuando Argentina y Brasil, fueron separados en dos zonas, Sur y Norte, de acuerdo a la localización geográfica de cada país: la primera zona estuvo integrada por los equipos de Bolivia, Chile, Paraguay y Uruguay, y la segunda, por los de Colombia, Ecuador, Perú y Venezuela. Dentro de cada zona, se establecieron ocho llaves. Los 16 ganadores avanzaron a la segunda fase.

### Zona Sur
| Fechas            | Local en la ida      | Global | Local en la vuelta        | Ida | Vuelta | Llave     |
| ----------------- | -------------------- | ------ | ------------------------- | --- | ------ | --------- |
| 13 y 20 de agosto | Juventud             | 4:3    | Real Potosí               | 4:1 | 0:2    | Ganador 1 |
| 11 y 20 de agosto | Oriente Petrolero    | 0:3    | Nacional                  | 0:3 | 0:0    | Ganador 2 |
| 12 y 18 de agosto | Santiago Wanderers   | 1:2    | Libertad                  | 0:0 | 1:2    | Ganador 3 |
| 13 y 20 de agosto | Nacional             | 5:2    | Universidad de Concepción | 2:1 | 3:1    | Ganador 4 |
| 12 y 18 de agosto | Defensor Sporting    | 3:2    | Bolívar                   | 3:0 | 0:2    | Ganador 5 |
| 11 y 19 de agosto | Universidad Católica | 3:1    | Danubio                   | 1:0 | 2:1    | Ganador 6 |
| 12 y 19 de agosto | Olimpia              | 4:0    | Huachipato                | 2:0 | 2:0    | Ganador 7 |
| 13 y 19 de agosto | Aurora               | 2:7    | Sportivo Luqueño          | 1:2 | 1:5    | Ganador 8 |

### Zona Norte
| Fechas            | Local en la ida      | Global       | Local en la vuelta   | Ida | Vuelta | Llave      |
| ----------------- | -------------------- | ------------ | -------------------- | --- | ------ | ---------- |
| 11 y 19 de agosto | Carabobo             | 0:0 (1:3 p.) | Deportes Tolima      | 0:0 | 0:0    | Ganador 9  |
| 11 y 18 de agosto | Universidad Católica | 1:2          | Deportivo La Guaira  | 1:1 | 0:1    | Ganador 10 |
| 13 y 20 de agosto | León de Huánuco      | 1:6          | Emelec               | 1:3 | 0:3    | Ganador 11 |
| 12 y 18 de agosto | Junior               | 5:4          | Melgar               | 5:0 | 0:4    | Ganador 12 |
| 11 y 20 de agosto | Universitario        | 6:2          | Deportivo Anzoátegui | 3:1 | 3:1    | Ganador 13 |
| 13 y 19 de agosto | Zamora               | 1:3          | Liga de Quito        | 1:1 | 0:2    | Ganador 14 |
| 13 y 20 de agosto | Águilas Doradas      | 3:1          | Unión Comercio       | 2:0 | 1:1    | Ganador 15 |
| 12 y 20 de agosto | Liga de Loja         | 0:3          | Santa Fe             | 0:0 | 0:3    | Ganador 16 |

## Segunda fase
Por ser el campeón de la Copa Sudamericana 2014, River Plate clasificó automáticamente a octavos de final como Octavo 16. Para determinar a los restantes 15 clasificados a las fases finales, se establecieron quince nuevas llaves. Los seis participantes de Argentina, por un lado, y los ocho de Brasil, por otro, conformaron siete de las llaves. En cada uno de los otros ocho cruces, se enfrentaron dos equipos clasificados de la primera fase. Los 15 ganadores avanzaron a los octavos de final.
| Fechas                          | Local en la ida      | Global       | Local en la vuelta  | Ida | Vuelta | Llave     |
| ------------------------------- | -------------------- | ------------ | ------------------- | --- | ------ | --------- |
| 26 de agosto y 16 de septiembre | Liga de Quito        | 2:0          | Nacional            | 1:0 | 1:0    | Octavo 1  |
| 26 de agosto y 15 de septiembre | Defensor Sporting    | 4:0          | Universitario       | 3:0 | 1:0    | Octavo 2  |
| 27 de agosto y 16 de septiembre | Nacional             | 1:2          | Santa Fe            | 0:2 | 1:0    | Octavo 3  |
| 27 de agosto y 15 de septiembre | Deportivo La Guaira  | 1:5          | Sportivo Luqueño    | 1:1 | 0:4    | Octavo 4  |
| 18 y 25 de agosto               | Brasília             | 2:0          | Goiás               | 0:0 | 2:0    | Octavo 5  |
| 26 de agosto y 15 de septiembre | Olimpia              | 3:2          | Águilas Doradas     | 1:1 | 2:1    | Octavo 6  |
| 26 de agosto y 16 de septiembre | Tigre                | 2:6          | Huracán             | 2:5 | 0:1    | Octavo 7  |
| 19 y 26 de agosto               | Ponte Preta          | 1:4          | Chapecoense         | 1:1 | 0:3    | Octavo 8  |
| 27 de agosto y 17 de septiembre | Universidad Católica | 2:4          | Libertad            | 2:3 | 0:1    | Octavo 9  |
| 19 y 26 de agosto               | Bahia                | 2:4          | Sport Recife        | 1:0 | 1:4    | Octavo 10 |
| 26 de agosto y 16 de septiembre | Arsenal              | 1:2          | Independiente       | 1:1 | 0:1    | Octavo 11 |
| 20 y 27 de agosto               | Joinville            | 0:3          | Atlético Paranaense | 0:2 | 0:1    | Octavo 12 |
| 26 de agosto y 17 de septiembre | Deportes Tolima      | 2:1          | Junior              | 0:1 | 2:0    | Octavo 13 |
| 27 de agosto y 17 de septiembre | Emelec               | 0:0 (3:2 p.) | Juventud            | 0:0 | 0:0    | Octavo 14 |
| 27 de agosto y 17 de septiembre | Belgrano             | 2:6          | Lanús               | 1:1 | 1:5    | Octavo 15 |

## Fases finales
Las fases finales estuvieron compuestas por cuatro etapas: octavos de final, cuartos de final, semifinales y final. A los 15 ganadores de la primera fase se les sumó River Plate, campeón de la Copa Sudamericana 2014. A los fines de establecer las llaves de los octavos de final, se tuvo en cuenta la denominación que se le asignó a cada equipo; en el caso de los cuadros que clasificaron desde la segunda fase, dicha denominación fue determinada por el nombre del cruce que ganaron en aquella instancia. De esa manera, el Octavo 1 enfrentó al Octavo 16, el 2 al 15, el 3 al 14, y así sucesivamente. Desde esta instancia inclusive en adelante, el equipo que ostentara menor número de orden que su rival de turno ejerció la localía en el partido de vuelta. En caso de que dos equipos de un mismo país alcanzaran la ronda de semifinales, se debía alterar, de ser necesario, el orden de las llaves para que ambos se enfrentaran en la mencionada instancia, a fin de evitar que puedan cruzarse en la final.

### Cuadro de desarrollo
|  | Octavos de final                 | Octavos de final                 | Octavos de final                 | Octavos de final                 | Octavos de final                 |   |       | Cuartos de final    | Cuartos de final    | Cuartos de final    | Cuartos de final    | Cuartos de final    |  |    | Semifinales          | Semifinales          | Semifinales          | Semifinales          | Semifinales          |  |   | Final              | Final              | Final              | Final              | Final              |  |
|  | 22 de septiembre al 1 de octubre | 22 de septiembre al 1 de octubre | 22 de septiembre al 1 de octubre | 22 de septiembre al 1 de octubre | 22 de septiembre al 1 de octubre |   |       | 20 al 29 de octubre | 20 al 29 de octubre | 20 al 29 de octubre | 20 al 29 de octubre | 20 al 29 de octubre |  |    | 4 al 26 de noviembre | 4 al 26 de noviembre | 4 al 26 de noviembre | 4 al 26 de noviembre | 4 al 26 de noviembre |  |   | 2 y 9 de diciembre | 2 y 9 de diciembre | 2 y 9 de diciembre | 2 y 9 de diciembre | 2 y 9 de diciembre |  |
|  |                                  |                                  |                                  |                                  |                                  |   |       |                     |                     |                     |                     |                     |  |    |                      |                      |                      |                      |                      |  |   |                    |                    |                    |                    |                    |  |
|  |                                  |                                  |                                  |                                  |                                  |   |       |                     |                     |                     |                     |                     |  |    |                      |                      |                      |                      |                      |  |   |                    |                    |                    |                    |                    |  |
|  | 1                                | Liga de Quito                    | 0                                | 1                                | 1                                |   |       |                     |                     |                     |                     |                     |  |    |                      |                      |                      |                      |                      |  |   |                    |                    |                    |                    |                    |  |
|  | 1                                | Liga de Quito                    | 0                                | 1                                | 1                                |   |       |                     |                     |                     |                     |                     |  |    |                      |                      |                      |                      |                      |  |   |                    |                    |                    |                    |                    |  |
|  | 16                               | River Plate                      | 2                                | 0                                | 2                                |   |       |                     |                     |                     |                     |                     |  |    |                      |                      |                      |                      |                      |  |   |                    |                    |                    |                    |                    |  |
|  | 16                               | River Plate                      | 2                                | 0                                | 2                                |   | 16    | River Plate         | 3                   | 1                   | 4                   |                     |  |    |                      |                      |                      |                      |                      |  |   |                    |                    |                    |                    |                    |  |
|  |                                  |                                  |                                  |                                  |                                  |   | 16    | River Plate         | 3                   | 1                   | 4                   |                     |  |    |                      |                      |                      |                      |                      |  |   |                    |                    |                    |                    |                    |  |
|  |                                  |                                  | 8                                | Chapecoense                      | 1                                | 2 | 3     |                     |                     |                     |                     |                     |  |    |                      |                      |                      |                      |                      |  |   |                    |                    |                    |                    |                    |  |
|  | 8                                | Chapecoense (p)                  | 8                                | Chapecoense                      | 1                                | 2 | 3     | 1                   | 1                   | 2 (5)               |                     |                     |  |    |                      |                      |                      |                      |                      |  |   |                    |                    |                    |                    |                    |  |
|  | 8                                | Chapecoense (p)                  |                                  |                                  |                                  |   |       |                     |                     | 2 (5)               |                     |                     |  |    |                      |                      |                      |                      |                      |  |   |                    |                    |                    |                    |                    |  |
|  | 9                                | Libertad                         | 1                                | 1                                | 2 (3)                            |   |       |                     |                     |                     |                     |                     |  |    |                      |                      |                      |                      |                      |  |   |                    |                    |                    |                    |                    |  |
|  | 9                                | Libertad                         | 1                                | 1                                | 2 (3)                            |   |       |                     |                     |                     |                     |                     |  | 16 | River Plate          | 0                    | 2                    | 2                    |                      |  |   |                    |                    |                    |                    |                    |  |
|  |                                  |                                  |                                  |                                  |                                  |   |       |                     |                     |                     |                     |                     |  | 16 | River Plate          | 0                    | 2                    | 2                    |                      |  |   |                    |                    |                    |                    |                    |  |
|  |                                  |                                  | 7                                | Huracán                          | 1                                | 2 | 3     |                     |                     |                     |                     |                     |  |    |                      |                      |                      |                      |                      |  |   |                    |                    |                    |                    |                    |  |
|  | 2                                | Defensor Sporting (p)            | 7                                | Huracán                          | 1                                | 2 | 3     | 0                   | 0                   | 0 (5)               |                     |                     |  |    |                      |                      |                      |                      |                      |  |   |                    |                    |                    |                    |                    |  |
|  | 2                                | Defensor Sporting (p)            |                                  |                                  |                                  |   |       |                     |                     | 0 (5)               |                     |                     |  |    |                      |                      |                      |                      |                      |  |   |                    |                    |                    |                    |                    |  |
|  | 15                               | Lanús                            | 0                                | 0                                | 0 (3)                            |   |       |                     |                     |                     |                     |                     |  |    |                      |                      |                      |                      |                      |  |   |                    |                    |                    |                    |                    |  |
|  | 15                               | Lanús                            | 0                                | 0                                | 0 (3)                            |   | 2     | Defensor Sporting   | 0                   | 0                   | 0                   |                     |  |    |                      |                      |                      |                      |                      |  |   |                    |                    |                    |                    |                    |  |
|  |                                  |                                  |                                  |                                  |                                  |   | 2     | Defensor Sporting   | 0                   | 0                   | 0                   |                     |  |    |                      |                      |                      |                      |                      |  |   |                    |                    |                    |                    |                    |  |
|  |                                  |                                  | 7                                | Huracán                          | 1                                | 0 | 1     |                     |                     |                     |                     |                     |  |    |                      |                      |                      |                      |                      |  |   |                    |                    |                    |                    |                    |  |
|  | 7                                | Huracán                          | 7                                | Huracán                          | 1                                | 0 | 1     | 1                   | 3                   | 4                   |                     |                     |  |    |                      |                      |                      |                      |                      |  |   |                    |                    |                    |                    |                    |  |
|  | 7                                | Huracán                          |                                  |                                  |                                  |   |       |                     |                     | 4                   |                     |                     |  |    |                      |                      |                      |                      |                      |  |   |                    |                    |                    |                    |                    |  |
|  | 10                               | Sport Recife                     | 1                                | 0                                | 1                                |   |       |                     |                     |                     |                     |                     |  |    |                      |                      |                      |                      |                      |  |   |                    |                    |                    |                    |                    |  |
|  | 10                               | Sport Recife                     | 1                                | 0                                | 1                                |   |       |                     |                     |                     |                     |                     |  |    |                      |                      |                      |                      |                      |  | 7 | Huracán            | 0                  | 0                  | 0 (1)              |                    |  |
|  |                                  |                                  |                                  |                                  |                                  |   |       |                     |                     |                     |                     |                     |  |    |                      |                      |                      |                      |                      |  | 7 | Huracán            | 0                  | 0                  | 0 (1)              |                    |  |
|  |                                  |                                  | 3                                | Santa Fe (p)                     | 0                                | 0 | 0 (3) |                     |                     |                     |                     |                     |  |    |                      |                      |                      |                      |                      |  |   |                    |                    |                    |                    |                    |  |
|  | 4                                | Sportivo Luqueño                 | 3                                | Santa Fe (p)                     | 0                                | 0 | 0 (3) | 1                   | 1                   | 2                   |                     |                     |  |    |                      |                      |                      |                      |                      |  |   |                    |                    |                    |                    |                    |  |
|  | 4                                | Sportivo Luqueño                 |                                  |                                  |                                  |   |       |                     |                     | 2                   |                     |                     |  |    |                      |                      |                      |                      |                      |  |   |                    |                    |                    |                    |                    |  |
|  | 13                               | Deportes Tolima                  | 1                                | 0                                | 1                                |   |       |                     |                     |                     |                     |                     |  |    |                      |                      |                      |                      |                      |  |   |                    |                    |                    |                    |                    |  |
|  | 13                               | Deportes Tolima                  | 1                                | 0                                | 1                                |   | 4     | Sportivo Luqueño    | 0                   | 2                   | 2                   |                     |  |    |                      |                      |                      |                      |                      |  |   |                    |                    |                    |                    |                    |  |
|  |                                  |                                  |                                  |                                  |                                  |   | 4     | Sportivo Luqueño    | 0                   | 2                   | 2                   |                     |  |    |                      |                      |                      |                      |                      |  |   |                    |                    |                    |                    |                    |  |
|  |                                  |                                  | 12                               | Atlético Paranaense              | 1                                | 0 | 1     |                     |                     |                     |                     |                     |  |    |                      |                      |                      |                      |                      |  |   |                    |                    |                    |                    |                    |  |
|  | 5                                | Brasília                         | 12                               | Atlético Paranaense              | 1                                | 0 | 1     | 0                   | 0                   | 0                   |                     |                     |  |    |                      |                      |                      |                      |                      |  |   |                    |                    |                    |                    |                    |  |
|  | 5                                | Brasília                         |                                  |                                  |                                  |   |       |                     |                     | 0                   |                     |                     |  |    |                      |                      |                      |                      |                      |  |   |                    |                    |                    |                    |                    |  |
|  | 12                               | Atlético Paranaense              | 1                                | 0                                | 1                                |   |       |                     |                     |                     |                     |                     |  |    |                      |                      |                      |                      |                      |  |   |                    |                    |                    |                    |                    |  |
|  | 12                               | Atlético Paranaense              | 1                                | 0                                | 1                                |   |       |                     |                     |                     |                     |                     |  | 4  | Sportivo Luqueño     | 1                    | 0                    | 1                    |                      |  |   |                    |                    |                    |                    |                    |  |
|  |                                  |                                  |                                  |                                  |                                  |   |       |                     |                     |                     |                     |                     |  | 4  | Sportivo Luqueño     | 1                    | 0                    | 1                    |                      |  |   |                    |                    |                    |                    |                    |  |
|  |                                  |                                  | 3                                | Santa Fe (v)                     | 1                                | 0 | 1     |                     |                     |                     |                     |                     |  |    |                      |                      |                      |                      |                      |  |   |                    |                    |                    |                    |                    |  |
|  | 3                                | Santa Fe (v)                     | 3                                | Santa Fe (v)                     | 1                                | 0 | 1     | 1                   | 1                   | 2                   |                     |                     |  |    |                      |                      |                      |                      |                      |  |   |                    |                    |                    |                    |                    |  |
|  | 3                                | Santa Fe (v)                     |                                  |                                  |                                  |   |       |                     |                     | 2                   |                     |                     |  |    |                      |                      |                      |                      |                      |  |   |                    |                    |                    |                    |                    |  |
|  | 14                               | Emelec                           | 2                                | 0                                | 2                                |   |       |                     |                     |                     |                     |                     |  |    |                      |                      |                      |                      |                      |  |   |                    |                    |                    |                    |                    |  |
|  | 14                               | Emelec                           | 2                                | 0                                | 2                                |   | 3     | Santa Fe            | 1                   | 1                   | 2                   |                     |  |    |                      |                      |                      |                      |                      |  |   |                    |                    |                    |                    |                    |  |
|  |                                  |                                  |                                  |                                  |                                  |   | 3     | Santa Fe            | 1                   | 1                   | 2                   |                     |  |    |                      |                      |                      |                      |                      |  |   |                    |                    |                    |                    |                    |  |
|  |                                  |                                  | 11                               | Independiente                    | 0                                | 1 | 1     |                     |                     |                     |                     |                     |  |    |                      |                      |                      |                      |                      |  |   |                    |                    |                    |                    |                    |  |
|  | 6                                | Olimpia                          | 11                               | Independiente                    | 0                                | 1 | 1     | 0                   | 0                   | 0                   |                     |                     |  |    |                      |                      |                      |                      |                      |  |   |                    |                    |                    |                    |                    |  |
|  | 6                                | Olimpia                          |                                  |                                  |                                  |   |       |                     |                     | 0                   |                     |                     |  |    |                      |                      |                      |                      |                      |  |   |                    |                    |                    |                    |                    |  |
|  | 11                               | Independiente                    | 1                                | 0                                | 1                                |   |       |                     |                     |                     |                     |                     |  |    |                      |                      |                      |                      |                      |  |   |                    |                    |                    |                    |                    |  |
|  | 11                               | Independiente                    | 1                                | 0                                | 1                                |   |       |                     |                     |                     |                     |                     |  |    |                      |                      |                      |                      |                      |  |   |                    |                    |                    |                    |                    |  |
|  |                                  |                                  |                                  |                                  |                                  |   |       |                     |                     |                     |                     |                     |  |    |                      |                      |                      |                      |                      |  |   |                    |                    |                    |                    |                    |  |

- Nota: En cada llave, el equipo con la menor numeración es el que definió la serie como local.
- Nota 2: Al haber arribado dos equipos argentinos a semifinales —Huracán y River Plate—, el cuadro debió alterarse de manera tal que ambos equipos tuvieron que enfrentarse en dicha instancia, a fin de evitar que pudieran encontrarse en la final. Los otros dos cuadros semifinalistas —Santa Fe y Sportivo Luqueño— se cruzaron en la otra llave.

### Octavos de final
| 23 de septiembre de 2015, 19:00 (UTC-3) | River Plate           | 2:0 (1:0) | Liga de Quito | Estadio Monumental, Buenos Aires                               |                                                                |
|                                         | Alario 26' · Mora 75' | Reporte   |               | Asistencia: 35 000 espectadores Árbitro(s): Christian Ferreyra | Asistencia: 35 000 espectadores Árbitro(s): Christian Ferreyra |

| 30 de septiembre de 2015, 17:45 (UTC-5) | Liga de Quito | 1:0 (0:0) | River Plate | Estadio Casa Blanca, Quito                                |                                                           |
|                                         | Mina 53'      | Reporte   |             | Asistencia: 25 000 espectadores Árbitro(s): Wilmar Roldán | Asistencia: 25 000 espectadores Árbitro(s): Wilmar Roldán |

| 24 de septiembre de 2015, 20:00 (UTC-4) | Libertad    | 1:1 (0:1) | Chapecoense | Estadio Dr. Nicolás Leoz, Asunción                       |                                                          |
|                                         | López 90+2' | Reporte   | Camilo 17'  | Asistencia: 7 000 espectadores Árbitro(s): Roberto Tobar | Asistencia: 7 000 espectadores Árbitro(s): Roberto Tobar |

| 1 de octubre de 2015, 21:00 (UTC-3) | Chapecoense                                             | 1:1 (1:1) (5:3 p.)         | Libertad                             | Arena Condá, Chapecó                                  |                                                       |
|                                     | Túlio de Melo 7'                                        | Reporte                    | Mencia 3'                            | Asistencia: 8 000 espectadores Árbitro(s): Diego Haro | Asistencia: 8 000 espectadores Árbitro(s): Diego Haro |
|                                     |                                                         | Tiros desde el punto penal |                                      |                                                       |                                                       |
|                                     | Bruno Rangel · Neto · Cléber Santana · Gil · Tiago Luís |                            | López · González · Balbuena · Aquino |                                                       |                                                       |

| 22 de septiembre de 2015, 19:00 (UTC-5) | Deportes Tolima | 1:1 (1:0) | Sportivo Luqueño | Estadio Metropolitano de Techo, Bogotá                    |                                                           |
|                                         | Estrada 15'     | Reporte   | Ortega 69'       | Asistencia: 6 000 espectadores Árbitro(s): Germán Delfino | Asistencia: 6 000 espectadores Árbitro(s): Germán Delfino |

| 29 de septiembre de 2015, 18:00 (UTC-4) | Sportivo Luqueño | 1:0 (0:0) | Deportes Tolima | Estadio Feliciano Cáceres, Luque                           |                                                            |
|                                         | Miño 76'         | Reporte   |                 | Asistencia: 14 000 espectadores Árbitro(s): Julio Bascuñán | Asistencia: 14 000 espectadores Árbitro(s): Julio Bascuñán |

| 23 de septiembre de 2015, 22:00 (UTC-3) | Atlético Paranaense | 1:0 (0:0) | Brasilia | Arena da Baixada, Curitiba                              |                                                         |
|                                         | Hernández 62'       | Reporte   |          | Asistencia: 25 000 espectadores Árbitro(s): Gery Vargas | Asistencia: 25 000 espectadores Árbitro(s): Gery Vargas |

| 30 de septiembre de 2015, 22:00 (UTC-3) | Brasília | 0:0     | Atlético Paranaense | Estadio Mané Garrincha, Brasilia                          |                                                           |
|                                         |          | Reporte |                     | Asistencia: 15 000 espectadores Árbitro(s): Silvio Trucco | Asistencia: 15 000 espectadores Árbitro(s): Silvio Trucco |

| 24 de septiembre de 2015, 21:00 (UTC-3) | Lanús | 0:0     | Defensor Sporting | Estadio Ciudad de Lanús, Lanús                         |                                                        |
|                                         |       | Reporte |                   | Asistencia: 7 000 espectadores Árbitro(s): José Argote | Asistencia: 7 000 espectadores Árbitro(s): José Argote |

| 1 de octubre de 2015, 21:00 (UTC-3) | Defensor Sporting                                  | 0:0 (5:3 p.)               | Lanús                                 | Estadio Luis Franzini, Montevideo                        |                                                          |
|                                     |                                                    | Reporte                    |                                       | Asistencia: 5 000 espectadores Árbitro(s): Enrique Osses | Asistencia: 5 000 espectadores Árbitro(s): Enrique Osses |
|                                     |                                                    | Tiros desde el punto penal |                                       |                                                          |                                                          |
|                                     | Scotti · F. Rodríguez · Lozano · Cardaccio · Gómez |                            | Aguirre · Martínez · Velázquez · Leto |                                                          |                                                          |

| 23 de septiembre de 2015, 22:00 (UTC-3) | Sport Recife | 1:1 (0:0) | Huracán           | Estadio Ilha do Retiro, Recife                         |                                                        |
|                                         | André 51'    | Reporte   | Bogado 74' (pen.) | Asistencia: 7726 espectadores Árbitro(s): Adrián Vélez | Asistencia: 7726 espectadores Árbitro(s): Adrián Vélez |

| 30 de septiembre de 2015, 22:10 (UTC-3) | Huracán                     | 3:0 (0:0) | Sport Recife | Estadio Tomás Adolfo Ducó, Buenos Aires                  |                                                          |
|                                         | Ábila 47', 72' · Bogado 52' | Reporte   |              | Asistencia: 5000 espectadores Árbitro(s): Julio Quintana | Asistencia: 5000 espectadores Árbitro(s): Julio Quintana |

| 23 de septiembre de 2015, 17:00 (UTC-5) | Emelec                  | 2:1 (0:1) | Santa Fe | Estadio Jocay, Manta                                              |                                                                   |
|                                         | Bolaños 82', 88' (pen.) | Reporte   | Roa 45'  | Asistencia: 7500 espectadores Árbitro(s): Ricardo Marques Ribeiro | Asistencia: 7500 espectadores Árbitro(s): Ricardo Marques Ribeiro |

| 29 de septiembre de 2015, 19:00 (UTC-5) | Santa Fe     | 1:0 (1:0) | Emelec | Estadio Nemesio Camacho, Bogotá                           |                                                           |
|                                         | Morelo 45+1' | Reporte   |        | Asistencia: 17 000 espectadores Árbitro(s): Darío Ubríaco | Asistencia: 17 000 espectadores Árbitro(s): Darío Ubríaco |

| 23 de septiembre de 2015, 21:15 (UTC-3) | Independiente | 1:0 (1:0) | Olimpia | Estadio Libertadores de América, Avellaneda             |                                                         |
|                                         | Trejo 42'     | Reporte   |         | Asistencia: 23 000 espectadores Árbitro(s): Héber Lopes | Asistencia: 23 000 espectadores Árbitro(s): Héber Lopes |

| 30 de septiembre de 2015, 20:00 (UTC-4) | Olimpia | 0:0     | Independiente | Estadio Defensores del Chaco, Asunción                       |                                                              |
|                                         |         | Reporte |               | Asistencia: 32 000 espectadores Árbitro(s): Daniel Fedorczuk | Asistencia: 32 000 espectadores Árbitro(s): Daniel Fedorczuk |

### Cuartos de final
| 21 de octubre de 2015, 21:00 (UTC-3) | River Plate                       | 3:1 (1:1) | Chapecoense  | Estadio Monumental, Buenos Aires                             |                                                              |
|                                      | Sánchez 19', 85' · Pisculichi 62' | Reporte   | Maranhão 36' | Asistencia: 45 000 espectadores Árbitro(s): Jonhatan Fuentes | Asistencia: 45 000 espectadores Árbitro(s): Jonhatan Fuentes |

| 28 de octubre de 2015, 22:00 (UTC-2) | Chapecoense          | 2:1 (1:1) | River Plate   | Arena Condá, Chapecó                                       |                                                            |
|                                      | Bruno Rangel 20' 52' | Reporte   | Sánchez 45+1' | Asistencia: 20 000 espectadores Árbitro(s): Julio Bascuñán | Asistencia: 20 000 espectadores Árbitro(s): Julio Bascuñán |

| 21 de octubre de 2015, 20:00 (UTC-2) | Atlético Paranaense  | 1:0 (0:0) | Sportivo Luqueño | Arena da Baixada, Curitiba                                  |                                                             |
|                                      | Marcos Guilherme 63' | Reporte   |                  | Asistencia: 17 000 espectadores Árbitro(s): Víctor Carrillo | Asistencia: 17 000 espectadores Árbitro(s): Víctor Carrillo |

| 28 de octubre de 2015, 19:00 (UTC-3) | Sportivo Luqueño           | 2:0 (2:0) | Atlético Paranaense | Estadio Feliciano Cáceres, Luque                               |                                                                |
|                                      | Ortega 5' · Leguizamón 36' | Reporte   |                     | Asistencia: 18 000 espectadores Árbitro(s): Christian Ferreyra | Asistencia: 18 000 espectadores Árbitro(s): Christian Ferreyra |

| 20 de octubre de 2015, 20:45 (UTC-3) | Huracán   | 1:0 (0:0) | Defensor Sporting | Estadio Tomás Adolfo Ducó, Buenos Aires                     |                                                             |
|                                      | Ábila 78' | Reporte   |                   | Asistencia: 6 000 espectadores Árbitro(s): Anderson Daronco | Asistencia: 6 000 espectadores Árbitro(s): Anderson Daronco |

| 27 de octubre de 2015, 20:45 (UTC-3) | Defensor Sporting | 0:0     | Huracán | Estadio Luis Franzini, Montevideo                          |                                                            |
|                                      |                   | Reporte |         | Asistencia: 10 000 espectadores Árbitro(s): Roddy Zambrano | Asistencia: 10 000 espectadores Árbitro(s): Roddy Zambrano |

| 22 de octubre de 2015, 20:45 (UTC-3) | Independiente | 0:1 (0:0) | Santa Fe    | Estadio Libertadores de América, Avellaneda                |                                                            |
|                                      |               | Reporte   | Balanta 65' | Asistencia: 40 000 espectadores Árbitro(s): Wilton Sampaio | Asistencia: 40 000 espectadores Árbitro(s): Wilton Sampaio |

| 29 de octubre de 2015, 19:00 (UTC-5) | Santa Fe | 1:1 (1:0) | Independiente       | Estadio Nemesio Camacho, Bogotá                         |                                                         |
|                                      | Meza 30' | Reporte   | Zapata 90+1' (a.g.) | Asistencia: 38 600 espectadores Árbitro(s): José Argote | Asistencia: 38 600 espectadores Árbitro(s): José Argote |

### Semifinales
| 5 de noviembre de 2015, 20:45 (UTC-3) | River Plate | 0:1 (0:1) | Huracán      | Estadio Monumental, Buenos Aires                         |                                                          |
|                                       |             | Reporte   | Espinoza 14' | Asistencia: 48 000 espectadores Árbitro(s): Andrés Cunha | Asistencia: 48 000 espectadores Árbitro(s): Andrés Cunha |

| 26 de noviembre de 2015, 20:45 (UTC-3) | Huracán                | 2:2 (2:0) | River Plate   | Estadio Tomás Adolfo Ducó, Buenos Aires                  |                                                          |
|                                        | Toranzo 2' · Ábila 25' | Reporte   | Mora 68', 81' | Asistencia: 30 000 espectadores Árbitro(s): Sandro Ricci | Asistencia: 30 000 espectadores Árbitro(s): Sandro Ricci |

| 4 de noviembre de 2015, 20:45 (UTC-3) | Sportivo Luqueño | 1:1 (1:0) | Santa Fe    | Estadio Feliciano Cáceres, Luque                          |                                                           |
|                                       | Di Vanni 13'     | Reporte   | Perlaza 60' | Asistencia: 20 000 espectadores Árbitro(s): Darío Ubríaco | Asistencia: 20 000 espectadores Árbitro(s): Darío Ubríaco |

| 25 de noviembre de 2015, 19:00 (UTC-5) | Santa Fe | 0:0     | Sportivo Luqueño | Estadio Nemesio Camacho, Bogotá                           |                                                           |
|                                        |          | Reporte |                  | Asistencia: 39 155 espectadores Árbitro(s): Enrique Osses | Asistencia: 39 155 espectadores Árbitro(s): Enrique Osses |

### Final

#### Ida
| 2 de diciembre de 2015, 21:00 (UTC-3) | Huracán | 0:0     | Santa Fe | Estadio Tomás Adolfo Ducó, Buenos Aires                   |                                                           |
|                                       |         | Reporte |          | Asistencia: 35 000 espectadores Árbitro(s): Antonio Arias | Asistencia: 35 000 espectadores Árbitro(s): Antonio Arias |

| 1          | POR        | Marcos Díaz         |     |
| 13         | DEF        | José San Román      |     |
| 21         | DEF        | Martín Nervo        |     |
| 2          | DEF        | Federico Mancinelli |     |
| 15         | DEF        | Luciano Balbi       |     |
| 26         | MED        | Mauro Bogado        |     |
| 5          | MED        | Federico Vismara    |     |
| 18         | MED        | Patricio Toranzo    |     |
| 30         | MED        | Daniel Montenegro   | 81' |
| 7          | DEL        | Cristian Espinoza   | 61' |
| 9          | DEL        | Ramón Ábila         |     |
| Entrenador | Entrenador | Eduardo Domínguez   |     |

| 1          | POR        | Róbinson Zapata    |     |
| 18         | DEF        | Almir Soto         |     |
| 26         | DEF        | Yerry Mina         |     |
| 21         | DEF        | Francisco Meza     |     |
| 6          | DEF        | Leyvin Balanta     |     |
| 5          | MED        | Yulián Anchico     | 89' |
| 14         | MED        | Baldomero Perlaza  |     |
| 30         | MED        | Yeison Gordillo    |     |
| 20         | MED        | Luis Manuel Seijas |     |
| 19         | DEL        | Wilson Morelo      | 73' |
| 28         | DEL        | Daniel Angulo      | 84' |
| Entrenador | Entrenador | Gerardo Pelusso    |     |

| 24 | DEL | Ezequiel Miralles | 61' |
| 20 | MED | David Distéfano   | 81' |

| 9  | DEL | Miguel Borja    | 73' |
| 10 | MED | Omar Pérez      | 84' |
| 4  | DEF | Sergio Otálvaro | 89' |

| Amonestado | 28' | Federico Mancinelli |
| Amonestado | 30' | Federico Vismara    |

| Amonestado | 38' | Luis Seijas     |
| Amonestado | 67' | Leyvin Balanta  |
| Amonestado | 90' | Sergio Otálvaro |

| Árbitro             | Antonio Arias      |
| Árbitros asistentes | Eduardo Cardozo    |
| Árbitros asistentes | Milciades Saldivar |
| Cuarto árbitro      | Ulises Mereles     |

| 1          | POR        | Marcos Díaz         |     |
| 13         | DEF        | José San Román      |     |
| 21         | DEF        | Martín Nervo        |     |
| 2          | DEF        | Federico Mancinelli |     |
| 15         | DEF        | Luciano Balbi       |     |
| 26         | MED        | Mauro Bogado        |     |
| 5          | MED        | Federico Vismara    |     |
| 18         | MED        | Patricio Toranzo    |     |
| 30         | MED        | Daniel Montenegro   | 81' |
| 7          | DEL        | Cristian Espinoza   | 61' |
| 9          | DEL        | Ramón Ábila         |     |
| Entrenador | Entrenador | Eduardo Domínguez   |     |

| 1          | POR        | Róbinson Zapata    |     |
| 18         | DEF        | Almir Soto         |     |
| 26         | DEF        | Yerry Mina         |     |
| 21         | DEF        | Francisco Meza     |     |
| 6          | DEF        | Leyvin Balanta     |     |
| 5          | MED        | Yulián Anchico     | 89' |
| 14         | MED        | Baldomero Perlaza  |     |
| 30         | MED        | Yeison Gordillo    |     |
| 20         | MED        | Luis Manuel Seijas |     |
| 19         | DEL        | Wilson Morelo      | 73' |
| 28         | DEL        | Daniel Angulo      | 84' |
| Entrenador | Entrenador | Gerardo Pelusso    |     |

| 24 | DEL | Ezequiel Miralles | 61' |
| 20 | MED | David Distéfano   | 81' |

| 9  | DEL | Miguel Borja    | 73' |
| 10 | MED | Omar Pérez      | 84' |
| 4  | DEF | Sergio Otálvaro | 89' |

| Amonestado | 28' | Federico Mancinelli |
| Amonestado | 30' | Federico Vismara    |

| Amonestado | 38' | Luis Seijas     |
| Amonestado | 67' | Leyvin Balanta  |
| Amonestado | 90' | Sergio Otálvaro |

| Árbitro             | Antonio Arias      |
| Árbitros asistentes | Eduardo Cardozo    |
| Árbitros asistentes | Milciades Saldivar |
| Cuarto árbitro      | Ulises Mereles     |

| Estadísticas       | Huracán | Santa Fe |
| ------------------ | ------- | -------- |
| Tiros              | 9       | 11       |
| Tiros al arco      | 2       | 3        |
| Faltas             | 13      | 26       |
| Tiros de esquina   | 4       | 2        |
| Posesión del balón | 55%     | 45%      |
| Penales            | 0       | 0        |
| Fueras de juego    | 2       |          |

#### Vuelta
| 9 de diciembre de 2015, 19:00 (UTC-5) | Santa Fe                 | 0:0 (t. s.)(3:1 p.)        | Huracán                               | Estadio El Campín, Bogotá                               |                                                         |
|                                       |                          | Reporte                    |                                       | Asistencia: 38 000 espectadores Árbitro(s): Héber Lopes | Asistencia: 38 000 espectadores Árbitro(s): Héber Lopes |
|                                       |                          | Tiros desde el punto penal |                                       |                                                         |                                                         |
|                                       | Pérez · Seijas · Balanta |                            | Bogado · Nervo · Mancinelli · Toranzo |                                                         |                                                         |

| 1          | POR        | Róbinson Zapata    |      |
| 26         | DEF        | Yerry Mina         |      |
| 21         | DEF        | Francisco Meza     |      |
| 6          | DEF        | Leyvin Balanta     |      |
| 5          | MED        | Yulián Anchico     | 107' |
| 17         | MED        | Juan Daniel Roa    |      |
| 14         | MED        | Baldomero Perlaza  |      |
| 30         | MED        | Yeison Gordillo    | 71'  |
| 20         | MED        | Luis Manuel Seijas |      |
| 19         | DEL        | Wilson Morelo      |      |
| 28         | DEL        | Daniel Angulo      | 46'  |
| Entrenador | Entrenador | Gerardo Pelusso    |      |

| 1          | POR        | Marcos Díaz         |     |
| 13         | DEF        | José San Román      |     |
| 21         | DEF        | Martín Nervo        |     |
| 2          | DEF        | Federico Mancinelli |     |
| 15         | DEF        | Luciano Balbi       |     |
| 26         | MED        | Mauro Bogado        |     |
| 5          | MED        | Federico Vismara    |     |
| 18         | MED        | Patricio Toranzo    |     |
| 30         | MED        | Daniel Montenegro   | 76' |
| 7          | DEL        | Cristian Espinoza   | 96' |
| 9          | DEL        | Ramón Ábila         |     |
| Entrenador | Entrenador | Eduardo Domínguez   |     |

| 9  | DEL | Miguel Borja    | 46'  |
| 10 | MED | Omar Pérez      | 71'  |
| 4  | DEF | Sergio Otálvaro | 107' |

| 20 | MED | David Distéfano | 76'  |
| 24 | DEL | Agustín Torassa | 96'  |
| 24 | DEL | Carlos Arano    | 119' |

|                |                  | 0:0 | Fallo de penal (atajado)   | Mauro Bogado        |
| Omar Pérez     | Acierto de penal | 1:0 |                            |                     |
|                |                  | 1:0 | Fallo de penal (travesaño) | Martin Nervo        |
| Luis Seijas    | Acierto de penal | 2:0 |                            |                     |
|                |                  | 2:1 | Acierto de penal           | Federico Mancinelli |
| Leyvin Balanta | Acierto de penal | 3:1 |                            |                     |
|                |                  | 3:1 | Fallo de penal (travesaño) | Patricio Toranzo    |

| Amonestado | 94'  | Luis Manuel Seijas |
| Amonestado | 118' | Miguel Borja       |

| Amonestado | 88' | Cristian Espinoza |

| Expulsado | 116' | Ramón Abila |

| Árbitro             | Héber Lopes      |
| Árbitros asistentes | Kléber Lucio Gil |
| Árbitros asistentes | Bruno Boschilia  |
| Cuarto árbitro      | Péricles Cortez  |

| 1          | POR        | Róbinson Zapata    |      |
| 26         | DEF        | Yerry Mina         |      |
| 21         | DEF        | Francisco Meza     |      |
| 6          | DEF        | Leyvin Balanta     |      |
| 5          | MED        | Yulián Anchico     | 107' |
| 17         | MED        | Juan Daniel Roa    |      |
| 14         | MED        | Baldomero Perlaza  |      |
| 30         | MED        | Yeison Gordillo    | 71'  |
| 20         | MED        | Luis Manuel Seijas |      |
| 19         | DEL        | Wilson Morelo      |      |
| 28         | DEL        | Daniel Angulo      | 46'  |
| Entrenador | Entrenador | Gerardo Pelusso    |      |

| 1          | POR        | Marcos Díaz         |     |
| 13         | DEF        | José San Román      |     |
| 21         | DEF        | Martín Nervo        |     |
| 2          | DEF        | Federico Mancinelli |     |
| 15         | DEF        | Luciano Balbi       |     |
| 26         | MED        | Mauro Bogado        |     |
| 5          | MED        | Federico Vismara    |     |
| 18         | MED        | Patricio Toranzo    |     |
| 30         | MED        | Daniel Montenegro   | 76' |
| 7          | DEL        | Cristian Espinoza   | 96' |
| 9          | DEL        | Ramón Ábila         |     |
| Entrenador | Entrenador | Eduardo Domínguez   |     |

| 9  | DEL | Miguel Borja    | 46'  |
| 10 | MED | Omar Pérez      | 71'  |
| 4  | DEF | Sergio Otálvaro | 107' |

| 20 | MED | David Distéfano | 76'  |
| 24 | DEL | Agustín Torassa | 96'  |
| 24 | DEL | Carlos Arano    | 119' |

|                |                  | 0:0 | Fallo de penal (atajado)   | Mauro Bogado        |
| Omar Pérez     | Acierto de penal | 1:0 |                            |                     |
|                |                  | 1:0 | Fallo de penal (travesaño) | Martin Nervo        |
| Luis Seijas    | Acierto de penal | 2:0 |                            |                     |
|                |                  | 2:1 | Acierto de penal           | Federico Mancinelli |
| Leyvin Balanta | Acierto de penal | 3:1 |                            |                     |
|                |                  | 3:1 | Fallo de penal (travesaño) | Patricio Toranzo    |

| Amonestado | 94'  | Luis Manuel Seijas |
| Amonestado | 118' | Miguel Borja       |

| Amonestado | 88' | Cristian Espinoza |

| Expulsado | 116' | Ramón Abila |

| Árbitro             | Héber Lopes      |
| Árbitros asistentes | Kléber Lucio Gil |
| Árbitros asistentes | Bruno Boschilia  |
| Cuarto árbitro      | Péricles Cortez  |

| Estadísticas       | Santa Fe | Huracán |
| ------------------ | -------- | ------- |
| Tiros              | 10       | 4       |
| Tiros al arco      | 4        | 1       |
| Faltas             | 21       | 15      |
| Tiros de esquina   | 5        | 5       |
| Posesión del balón | 57%      | 43%     |
| Penales            | 0        | 0       |
| Fueras de juego    | 4        | 3       |

|                              |
| Bandera de Colombia          |
| Campeón Santa Fe 1.er título |

## Estadísticas

### Goleadores
| Jugador           | Club             | Goles | PJ |
| ----------------- | ---------------- | ----- | -- |
| Miller Bolaños    | Emelec           | 5     | 5  |
| José Ariel Núñez  | Olimpia          | 5     | 6  |
| Ramón Ábila       | Huracán          | 5     | 8  |
| Wilson Morelo     | Santa Fe         | 5     | 12 |
| Cristian Espinoza | Huracán          | 4     | 8  |
| Jorge Ortega      | Sportivo Luqueño | 4     | 9  |
| Guido Di Vanni    | Sportivo Luqueño | 4     | 9  |

### Asistentes
| Jugador            | Club              | Asistencias | PJ |
| ------------------ | ----------------- | ----------- | -- |
| Vladimir Hernández | Junior            | 3           | 4  |
| Sergio Otálvaro    | Santa Fe          | 3           | 6  |
| Felipe Rodríguez   | Defensor Sporting | 3           | 6  |
| Cristian Espinoza  | Huracán           | 3           | 8  |
| Guido Di Vanni     | Sportivo Luqueño  | 3           | 9  |